# متحكم تربيعي خطي
المتحكم التربيعي الخطي (بالإنجليزية: Linear Quadratic Regulator) (أو اختصارا أل كيو أر (بالإنجليزية: LQR)) هو طريقة من طرق تطويع وتسيير النظم ونوع من المتحكمات. وتعتبر هذه المتحكمات أو هذه الطريقة من نوع طرق التحكم المثالي Optimal Control. المتحكم التربيعي الخطي هو متحكم بإرجاع الحالة وذلك يعني أولا أننا بحاجة إلى ملاحظ ليعطينا حالات النظام. كما أننا بحاجة إلى المتحكم. هذا المتحكم يتم الحصول عليه بطرية سنوضحها في هذه المقالة. أما عن سبب حساب المتحكم على المتحكمات المثالية فذلك لأن المتحكم يصغر دلالة تربيعية معينة سنوضحها أسفله. بما أن المتحكم خطي والدلالة التي يصغرها تربيعية فإن المتحكم يسمى تربيعي خطي أو أيضا أل كيو أر.

## توضيح طريقة بناء المتحكم (مع نموذج خطي)
لنفترض أنه لدينا نظام على شاكلة:
{\displaystyle {\dot {x}}(t)=Ax(t)+Bu(t)} حيث {\displaystyle x(t)\in R^{n}} و{\displaystyle u\in R^{q}}
مع الشروط البدئية {\displaystyle x(0)=x_{0}}. نحن نريد الآن إيجاد متحكم خطي بإرجاع الحالة على شاكلة:
{\displaystyle u=K_{c}x}
يجعل النظام مستقرا وفي نفس الوقت يقوم بتصغير (تحسين) الدلالة التالية:
{\displaystyle I(x_{0},u(.))=\int _{0}^{\infty }(x^{t}(\tau )Qx(\tau )+u^{t}(\tau )Ru(\tau ))d\tau }
و ما يجدر ملاحظته هنا أننا عبرنا عن المعايير التي نريدها لمتحكمنا في مجال الزمن أي أن الخاصيات التي نريدها للمتحكم عبرنا عنها في مجال الزمن time domain على عكس عدة طرق أخرى التي تعبر عن خاصيات المتحكمات في مجال الترددات frequency domain. حيث يمثل الجزء الأول من الدلالة {\displaystyle x^{t}Qx} تقييمنا للاختلاف قيمة الحالة الحقيقية مقارنة بقيمة الحالة التي نريدها. ويمثل {\displaystyle u^{T}Ru} تقييمنا لقيمة الطاقة التي نستعملها لجعل النظام مستقرا. حيث أن مداخل u كبيرة تعني أننا نتحصل على قيمة كبيرة للدلالة وهو ما يتضارب وعملية التحسين. إذن المعايير التي عبرنا عنها رياضيا أعلاه في الدلالة هي أننا نريد جعل النظام مستقر بأقل جهد أو مدخل u ممكن
مبرهنة
- إذا كانت Q مصفوفة متوازية symmetric وذات تحدد شبه موجب Positiv semi definit أي {\displaystyle Q\geq 0}
- و R مصفوفة متوازية وذات تحدد موجب أي {\displaystyle R>0}
- والنظام (A,B) قابل للاستقرار
- والنظام (A;M) قابل للاكتشاف حيث {\displaystyle M={\sqrt {Q}}}

فإن المتخكم المثالي بإرجاع الحالة هو الآتي:
{\displaystyle u=-R^{-1}B^{T}Px=K_{c}x}
حيث P هي حل معادلة ريكاتي المصفوفية الجبرية algebraic riccatti equation أي المعادلة التالية:
{\displaystyle PA+A^{T}P+Q-PBR^{-1}B{T}P=0}
في حالة أن النظام خطي وذو معاملات متغيرة زمنيا Time variant أو في حالة أن مجال التحسين ليس
{\displaystyle [0\ \infty [}
بل {\displaystyle [0\ t_{f}]}
أي أن مجال التحسين محدود فإن الفرق الوحيد مقارنة بما ذكر أعلاه هو أن المتحكم {\displaystyle K_{c}} سيكون ذو معاملات متغيرة زمنيا والمصفوفة P يجب حسابها من معادلة ريكاتي التفاضلية أي:
{\displaystyle {\dot {P(t)}}=-P(t)A-AP(t)-Q+P(t)BR^{-1}B{T}P(t)}
{\displaystyle P(t_{f})=0}

## خاصيات المتحكم التربيعي الخطي
- يضمن المتحكم التربيعي الخطي مخزون طور مقداره 60 درجة أي أنه يمكن اعتباره من المتحكمات القابلة للتشويش Robust controller.
- في المقال اعلاه إفترضنا أن الحالة x معروفة لنا أو يمكننا قياسها حيث أننا نستعملها في حساب المدخل المثالي u أي مخرج المتحكم (u=Kx). هذا الافتراض ليس دائما واقعيا حيث أنه يجب علينا استعمال ملاحظ لمعرفة الحالة. الملاحظ ذاته له ديناميكية. ف يحالة أن الملاحظ والنظام خطي فإنه هناك مبرهنة تقول أن أقطاب النظام المغلق أي الموصل داءريا closed loop هي اتحاد مجموعة أقطاب النظام المغلق بالمتحكم {\displaystyle K_{c}} مع مجموعة أقطاب الملاحظ.

## وصلات خارجية
- وصلة إلى شركة ماثوركس منتجة برنامج ماتلاب
- وصلة إلى طريقة أل كيو أر في صيغتها المتقطعة (بالإنجليزية)
- أل كيو أر على صفحات المساعدة للبرنامج مانيماتيكا نسخة محفوظة 17 يناير 2007 على موقع واي باك مشين.